# Amedeo di Castellamonte
Amedeo di Castellamonte, italijanski slikar, arhitekt, civilni in vojaški inženir, * 17. julij 1613, Torino, † 17. september 1683, Torino.  

## Življenjepis
Rodil se je v Castellamonteju v Savojski vojvodini (zdaj pokrajina Torino). Njegov oče Carlo je postal glavni arhitekt vojvode Karla Emanuela I. Savojskega leta 1615.
Po diplomi iz prava na Univerzi v Torinu in nadaljevanju študija v Rimu, je Amedeo začel delati skupaj z očetom, čigar dela je kasneje nadaljeval po zaslugi svojega pomembnega talenta v urbanizmu in arhitekturi.
Leta 1646 je nadaljeval dela na vojvodski (zdaj kraljevi) palači v Torinu, končal pročelje (1658) in osrednje stranice poslopja in povezavo z grajskim trgom. Kasneje je Amedeo dobil naročilo izdelati nov načrt za širitev mesta, potem ko je enega leta 1620 naredil njegov oče. V zadnjih letih je ohranil prvotni rimski centuriation (delitev zemljišča), toda ohranil poševno potek Borgo Po (sodobna Via Po), ki vodi do takrat edinega mostu na reki Pad proti Chieriju. V istih ulicah je dodal portike in terase, ki so tekle neprekinjeno v dolžini 1250 m od kraljeve palače do reke Pad. Nova ulica je bila odprta leta 1674. Prav tako je zasnoval Piazza Carlo Emanuele II., priključen na Via Po z novo cesto, kar je zdaj Via Accademia Albertina. Vendar pa kot mnoga Castellamontejeva dela, večina načrtov ni bila natančno upoštevana, kot Piazza Carlo Emanuele II., ki ni dobil osmerokotnega tlorisa, kot je bil zasnovan.
Castellamonteju je bilo zaupano tudi delo na Reggia di Venaria (Karla Emanuela II. novi veliki lovski dvorec, ki se je začel graditi leta 1658) in Cavallerizza Reale (kraljevi hlevi), grajeni od konca 17. stoletja in končani z drugimi arhitekti, med drugim Filippo Juvarra in Benedetto Alfieri. Prav tako je nadaljeval in končal očetovo delo na Castello del Valentino in posegal v cerkvah San Salvario in San Francesco di Paola, gradu Rivoli in (po nekaterih virih) v Villa della Regina.
Leta 1646 je zasnoval cerkev Sant'Elena na Villafranca d'Asti, sledila je leta 1654 cerekv Santi Bernardino e Brigida na Lucenta in končno, kapela sv. Prta v Torinu, ki jo je kasneje popolnoma spremenil Guarino Guarini. Zgradil je tudi številne utrdbe in odrske postavitve za dvorna praznovanja in delal v zasebnih plemiških palačah, kot je Palazzo Lascaris. Opravil je različna dela za princeso Luisa Cristino Savojsko, sestro Karla Emanuela II.